# Walther Paucker
Pour les articles homonymes, voir Paucker.
 (janvier 2024).
 (janvier 2024).
La mise en forme du texte ne suit pas les recommandations de Wikipédia : il faut le « wikifier ».
Les points d'amélioration suivants sont les cas les plus fréquents. Le détail des points à revoir est peut-être précisé sur la page de discussion.
- Les titres sont pré-formatés par le logiciel. Ils ne sont ni en capitales, ni en gras.
- Le texte ne doit pas être écrit en capitales (les noms de famille non plus), ni en gras, ni en italique, ni en « petit »…
- Le gras n'est utilisé que pour surligner le titre de l'article dans l'introduction, une seule fois.
- L'italique est rarement utilisé : mots en langue étrangère, titres d'œuvres, noms de bateaux, etc.
- Les citations ne sont pas en italique mais en corps de texte normal. Elles sont entourées par des guillemets français : « et ».
- Les listes à puces sont à éviter, des paragraphes rédigés étant largement préférés. Les tableaux sont à réserver à la présentation de données structurées (résultats, etc.).
- Les appels de note de bas de page (petits chiffres en exposant, introduits par l'outil «  Source ») sont à placer entre la fin de phrase et le point final[comme ça].
- Les liens internes (vers d'autres articles de Wikipédia) sont à choisir avec parcimonie. Créez des liens vers des articles approfondissant le sujet. Les termes génériques sans rapport avec le sujet sont à éviter, ainsi que les répétitions de liens vers un même terme.
- Les liens externes sont à placer uniquement dans une section « Liens externes », à la fin de l'article. Ces liens sont à choisir avec parcimonie suivant les règles définies. Si un lien sert de source à l'article, son insertion dans le texte est à faire par les notes de bas de page.
- La présentation des références doit suivre les conventions bibliographiques. Il est recommandé d'utiliser les modèles {{Ouvrage}}, {{Chapitre}}, {{Article}}, {{Lien web}} et/ou {{Bibliographie}}. Le mode d'édition visuel peut mettre en forme automatiquement les références.
- Insérer une infobox (cadre d'informations à droite) n'est pas obligatoire pour parachever la mise en page.

Pour une aide détaillée, merci de consulter Aide:Wikification.
Si vous pensez que ces points ont été résolus, vous pouvez retirer ce bandeau et améliorer la mise en forme d'un autre article.
Walther Hugo Theodor Paucker, né le 7 mars 1878 à Simuna (aujourd'hui paroisse rurale de Väike-Maarja en Estonie) et mort le 6 janvier 1919 à Wesenberg, est un pasteur protestant allemand balte. Il est considéré comme un martyr par l'Église évangélique d'Allemagne.

## Biographie

### Jeunesse et formation
Walther Paucker naît dans une vieille famille de théologiens estoniens. Son père Eduard Paucker (1843-1921), son grand-père Hugo Richard Paucker (1807-1871) et son arrière-grand-père Heinrich Johann Paucker (1759-1819) étaient curés de St. Simonis. La communauté est entretenue par les membres de la famille Paucker depuis 130 ans. La mère de Walther Paucker est Agnès Wilhelmine Alexandra Paucker, née Hoffmann (1855-1939), dont le frère Theodor Hoffmann (1865-1919), comme Walther Paucker, devient pasteur et fut tué par les bolcheviks. Walther Paucker a quatre frères et trois sœurs. Il est l'aîné de la fratrie et est baptisé le 3 avril 1878.
Walther Paucker fréquente le lycée Nicolas Ier de Tallinn, la capitale estonienne. Le 23 juillet 1894, il est confirmé à St. Simonis. De 1897 à 1905, conformément à la tradition familiale, il étudie la théologie protestante à l'Université de Tartu. Il effectue son année probatoire avec son père à Simuna. Le 1er avril 1907, Paucker est ordonné dans l'église du Saint-Esprit de Tallinn. Il y est d'abord pasteur adjoint, puis de 1907 à 1919 pasteur secondaire de la congrégation de Wesenberg. Il aide particulièrement le Primaire dans la prédication et le soin des pauvres.
Au début de la Première Guerre mondiale, lors des absences régulières de son supérieur, Paucker s'occupe seul de la communauté. En tant que prêtre, il doit également exercer les fonctions d'officier d'état civil, ce qui lui impose une immense paperasse en raison de la mobilisation des personnes aptes au service militaire. Il fortifie et réconforte les appelés et leurs familles. A cette époque, il célèbre les services religieux avec la congrégation tous les soirs, avec la communion presque tous les jours. La serviabilité du jeune ecclésiastique pendant cette période lui vaut la sympathie de sa congrégation. En tant qu'enseignant, il est considéré comme efficace et gentil, ce qui attirait vers lui tant ses collègues que ses élèves.
Dans la mesure du possible, il se rendait à Simuna, à proximité, pour aider son père. Ici aussi, il devient très populaire et est donc considéré comme le futur successeur de son père. À l'automne 1918, à l'occasion de son 50e anniversaire de mandat, il prit sa retraite et Walther Paucker est effectivement élu pour lui succéder. Il accepte ce choix avec plaisir. Il reste à Wesenberg pendant une période de transition. Avant qu'il puisse prendre ses nouvelles fonctions, l'armée allemande se retire d'Estonie. C’est ainsi qu’est née l’occupation soviéto-russe de l’Estonie. Jaan Anvelt est devenu président du gouvernement bolchevique du pays. Wesenberg fut occupé le 16 décembre 1918. Cela a poussé beaucoup de gens à fuir, mais Paucker est resté avec son ancienne communauté pendant la guerre d'indépendance estonienne. Il écrit à ses parents qu'il est comme un berger qui quitte son troupeau quand le loup arrive, exprimant son espoir de l'aide de Dieu.
Le lendemain, les bolcheviks capturent Paucker. L'un de ses anciens candidats à la confirmation, aujourd'hui un dirigeant communiste, lui a proposé de s'évader. Paucker ne voulait accepter sa libération que si l'ancien candidat de confirmation garantissait qu'il pourrait continuer à servir librement sa communauté. Le jeune inspecteur ne pouvant lui donner cette assurance, le curé resta en détention.
Le 29 décembre 1918, le gouvernement de Jaan Anvelt interdit la tenue de services religieux en Estonie.
Après trois semaines d'emprisonnement au cours desquelles il apporte un soutien spirituel à ses codétenus, Walther Paucker est amené au lieu d'exécution le 6 janvier 1919 avec de nombreux autres prisonniers. Il prie intensément, y compris pour les autres prisonniers et ceux qui étaient sur le point de le tuer. Puis chante : « Laisse-moi partir, laisse-moi partir, afin que je voie Jésus. » Les autres prisonniers ont chanté jusqu'à ce qu'ils soient abattus. Walther Paucker est exécuté à l'âge de quarante ans. Il est resté célibataire toute sa vie.

## Enterrement
Le corps de Walther Paucker est d'abord placé dans une fosse commune. Après le retrait des troupes bolchéviques, le corps de Paucker est exhumé deux semaines après sa mort et amené à l'église de Wesenberg. Son père âgé et ses amis pasteurs président les funérailles dans une église remplie de monde. Le service ressemble à une célébration de la victoire. Ses restes sont transportés à St. Simonis avec un grand intérêt public, accompagnés d'innombrables paroissiens de Wesenberg, avec le chant des chants de la résurrection, y compris Jérusalem, ville haut bâtie . La communauté lui dit au revoir aux limites de la ville et l'a remercié. Beaucoup touchèrent son cercueil et dirent une prière silencieuse.
Lorsque le charpentier Kuldwere apprends que son fils, qui appartient aux bolcheviks, avait également signé l'arrêt de mort contre Paucker, il est victime d'une attaque cérébrale. Les anciens de l'église de Saint-Simonis reçoivent le défunt, dont l'élection comme curé de ce lieu a depuis été confirmée. Dans son livre des martyrs baltes, Oskar Schabert considère la mort de Paucker comme le « premier et le plus puissant sermon » du pasteur pour sa nouvelle congrégation sur la loyauté jusqu'à la mort et la foi qui triomphe du monde. Walther Paucker est aujourd'hui enterré au cimetière de St. Simonis.

## Massacres en Estonie
Le règne d'Anvelt est marqué par de nombreux actes de vengeance et de massacres à Wesenberg et Tartu, parmi lesquels, outre Paucker, figurent également l'évêque orthodoxe russe de Tallinn, Platon Kulbusch (canonisé en 2000), et les pasteurs luthériens Traugott Hahn (listés dans le Calendrier des noms évangéliques depuis 1969) et Moritz Wilhelm Paul Schwartz en ont été victimes.
Lors de l'occupation de Wesenberg par les bolcheviks, les personnes suivantes sont tuées aux côtés de Paucker :
- Épouse de Samson (née Hehn)
- Mme von Rehekampff (née Hehn)
- Mlle Janette Wrangell (de Tolks )
- Mlle Harriet Auguste Alexandrine Julie von zur Mühlen (née le 13 mai 1871 à Odenkat, † 6 janvier 1919)
- Dr. Moritz Luig (de Kunda )
- Artur von Hesse (anciennement Accise)
- M. Eisenberg (marchand)
- Léopold Aron (facteur)  [1]

## Pierre des martyrs de Riga
À la mémoire de Paucker et d'autres martyrs baltes, la pierre des martyr de Riga est érigée dans les années 1920 à côté de la nouvelle chapelle du grand cimetière de Riga. Il s'agit d'un obélisque en granit noir, avec les noms des pasteurs tués dans la prison centrale de Riga dans la partie supérieure (voir l'article sur Marion von Klot, qui a également été tuée dans le processus) et les noms de 32 autres ecclésiastiques de les victimes de la zone inférieure, dont Paucker, ont été répertoriées. L'inscription mentionne :
« Héb. 13.7 Souvenez-vous de vos professeurs : les pasteurs Bergengruen, Doebler, Eckhardt, Hoffmann, Savary, Scheuermann, Taube, E. Treu, décédés par témoin à Riga le 22 mai 1919. En plus de ceux-ci , les pasteurs Adolphi, Berg, Bernewitz, Bielenstein, Bosse, Gilbert, Grüner, Prof. Hahn, Haßmann, Hesse, Jende, Marnitz, Moltrecht, Paucker, Rutkowski, Scheinpflug, Schlau, Schwartz, Strautmann, P. Treu, Tschischko, Uhder, Wühner, Wachsmuth . Le sang des martyrs est la semence de l'Église. Les pasteurs Bidder, Cleemann, Frese, Geist, Gross, Kaspar, Rosenberg et Walter sont morts en tant que confesseurs pendant cette période. Celui qui persévérera jusqu’au bout sera sauvé. Mat. 24.13 » (Pour les citations bibliques, voir Héb  et Mt  .)
Après la Seconde Guerre mondiale, la pierre est détruite par l’administration soviétique. Dans le cadre des efforts de restauration du Grand Cimetière, la Pierre du Martyr a également été consacrée à nouveau en 2006.

## Jour du Souvenir
L'Église évangélique d'Allemagne rend hommage à Walther Paucker en inscrivant un jour commémoratif dans le calendrier des noms évangéliques le 6 janvier.
Le jour du souvenir est introduit pour la première fois par Jörg Erb dans son livre La nuée de témoins (Kassel 1951/1963, vol. 4, calendrier aux pages 508-520). En 1969, l'Église évangélique d'Allemagne adopte cette journée de commémoration dans le calendrier des noms introduit à l'époque.